# Karl Mays Kolportageromane
Karl Mays Kolportageromane sind fünf Romane, die der Schriftsteller Karl May zwischen 1882 und 1888 für den Dresdner Verlag H. G. Münchmeyer schrieb. Die Romane wurden ursprünglich als Lieferungs- oder – im Fall der Liebe des Ulanen – Zeitungsromane auf dem Weg der Kolportage verkauft und später in verschiedenen Formen nachgedruckt.
Es sind:
- Waldröschen oder Die Rächerjagd rund um die Erde (1882–84)
- Die Liebe des Ulanen (1883–85)
- Der verlorne Sohn oder Der Fürst des Elends (1884–86)
- Deutsche Herzen – Deutsche Helden (1885–88)
- Der Weg zum Glück (1886–88)

## Entstehungsgeschichte
Von 1870 bis 1874 saß Karl May wegen Diebstählen und Unterschlagungen im Zuchthaus Waldheim ein. Laut May knüpften seine Eltern in dieser Zeit den Kontakt zu dem Dresdner Kolportageverleger Heinrich Gotthold Münchmeyer.  Dieser stellte May nach seiner Entlassung als Redakteur ein und gab ihm vollständig freie Hand. May gründete mehrere Zeitschriften und begann nebenbei, seine ersten Reiseerzählungen zu schreiben.
Als Münchmeyer ihn dazu bringen wollte, seine Schwägerin zu heiraten, verließ May den Verlag. 1882 ließ er sich jedoch überreden, für Münchmeyer, dessen Verlag kurz vor dem Ruin stand, einen Roman zu schreiben. May schrieb in den nächsten sechs Jahren die fünf „Münchmeyerromane“ genannten Werke, die alle in über 100 Lieferungen verkauft wurden und ihm erst 35, später 50 Mark Honorar pro Heft einbrachten. Er vereinbarte mit Münchmeyer, dass an den Manuskripten kein Wort geändert werden dürfe und die Rechte nach einer Auflage von 20.000 Abonnenten wieder an ihn zurückfallen sollten. Danach brach er alle Brücken zu Münchmeyer ab.
1899 erfuhr May während seiner Orientreise, dass der Verlag von Münchmeyers Witwe Pauline verkauft worden sei und seine Romane weitergedruckt wurden, obwohl er das zuvor ausdrücklich verboten hatte. May schaltete einen Rechtsanwalt ein, konnte seine Abmachung mit Münchmeyer jedoch nicht beweisen, da seine Frau aus Freundschaft zu Pauline Münchmeyer die Briefe verbrannt hatte. Der Käufer des Verlages, Adalbert Fischer, drohte ihm mit einem Schadensersatzprozess, wolle er ihn am Druck der fünf Romane hindern.
In den folgenden Prozessen, die bis über Mays Tod hinaus dauerten, wurden seine Vorstrafen offenbar und seine angeblichen Reisen in den Wilden Westen und den Orient als Lügen entlarvt. Außerdem wurde ihm der Vorwurf gemacht, seine Münchmeyerromane seien unsittlich. May dagegen behauptete, die anstößigen Stellen seien erst hinterher in die Manuskripte hineinredigiert worden. Da seine Originalmanuskripte aber verloren gegangen waren, ließ sich das nicht mehr beweisen. Nach Mays Tod endete der Prozess damit, dass Pauline Münchmeyer 25.000 Mark Schadensersatz zu zahlen hatte.

## Inhalt

### Waldröschen oder Die Rächerjagd rund um die Erde
Das „Waldröschen“, das in 109 Lieferungen von Dezember 1882 bis August 1884 erschien und 2.612 Seiten umfasste, gilt als erfolgreichster Kolportageroman des 19. Jahrhunderts. Zuerst erschien es unter dem Pseudonym Capitain Ramon Diaz de la Escosura und dem Titel Waldröschen oder Die Rächerjagd rund um die Erde. Großer Enthüllungsroman über die Geheimnisse der menschlichen Gesellschaft.
Darin gelingt es dem deutschen Arzt Karl Sternau in den 1860er Jahren, den spanischen Grafen Emanuel de Rodriganda zu heilen und dessen Tochter Rosa zu heiraten. Doch Cortejo, der schurkische Verwalter des Grafen, hat bereits lange zuvor seinen eigenen Sohn gegen den Erben des Grafen ausgetauscht, um Rodriganda in seine Hand zu bekommen. Er lockt Sternau nach Mexiko, wo er ihn in eine alte Pyramide sperrt. Erst Jahre später kann der Leutnant Kurt Helmers, der Verlobte von Sternaus Tochter, dem „Waldröschen“, seinen Schwiegervater in spe befreien.
In diese Geschichte integrierte May die Auseinandersetzung zwischen dem durch Napoleon III. ernannten Kaiser Maximilian von Mexiko und dem mexikanischen Präsidenten Benito Juárez. Dabei stellte er sich eindeutig auf Seiten des Indianers Juarez. Den österreichischen Erzherzog Maximilian stellte er als zwar integeren, aber falsch beratenen Menschen dar. Bemerkenswert ist auch die Gestalt des bürgerlichen Offiziers Kurt Helmers, der für die arroganten Adeligen seines Regimentes einen Affront darstellt.

### Die Liebe des Ulanen
Die Liebe des Ulanen. Original-Roman aus der Zeit des deutsch-französischen Krieges veröffentlichte May zuerst von September 1883 bis Oktober 1885 in 107 Lieferungen und 1.724 Seiten in der Zeitschrift Deutscher Wanderer.
Kurz vor der Schlacht von Waterloo verliebt sich der preußische Offizier Hugo von Königsau (in der Bearbeitung des Karl-May-Verlages: Hugo von Greifenklau) in die Französin Margot Richemonte. Deren Stiefbruder Albin versucht die Verbindung zu verhindern und Königsau zu töten. Dies gelingt ihm nicht, doch Jahre später kann er die Familie ruinieren und Königsaus Sohn Gebhardt verschleppen. 1870 macht sich Königsaus Enkel Richard, verkleidet als buckliger Erzieher, inkognito auf den Weg, um in Richemontes Schloss sowohl die tragischen Familiengeheimnisse zu klären als auch französischen Kriegsvorbereitungen gegen Deutschland auf die Spur zu kommen. Dabei verliebt er sich in Richemontes schöne (Adoptiv-)Enkelin Marion.
Im ersten Teil spielt der preußische Generalfeldmarschall Blücher, als kauziger Alter, eine bedeutende Rolle. Auch Napoléon hat einen kurzen, aber wenig rühmlichen Auftritt. Den Krieg von 1870/71 stellte May so dar, als sei er den Deutschen von den Franzosen aufgenötigt worden. Überhaupt zeichnet May die Deutschen als friedliebende, vorurteilsfreie Weltbürger, die aber immer wieder mit dem fanatischen, „typisch französischen“ Nationalismus konfrontiert werden. Positiv gezeichnete Franzosen lässt May nur wenige auftreten, und wenn, dann erklären diese meist, dass ihnen Deutschland lieber sei als ihr Vaterland.

### Der verlorne Sohn oder Der Fürst des Elends
Mays dritter Kolportageroman erschien zuerst auf 2.411 Seiten in 101 Lieferungen als Der verlorne Sohn oder Der Fürst des Elends. Roman aus der Criminal-Geschichte. Seine Veröffentlichung begann mit der Schlusslieferung des Waldröschens im August 1884 und lief bis Juli 1886. Die Geschichte spielt vor allem in Dresden und enthält neben Lokalkolorit auch Skizzen sozialer Verhältnisse seiner Zeit.
Der Förstersohn Gustav Brandt wird des Doppelmordes an seinem Gönner, dem Baron von Helfenstein, und dem Verlobten von dessen Tochter Alma angeklagt. Mit Hilfe zweier Schmiede, die den wahren Mörder, Helfensteins Neffen Franz, beobachtet haben, kann er fliehen. In Madagaskar wird er durch Diamantenfunde reich und kehrt 20 Jahre später als „Fürst von Befour“ in seine Heimat zurück. Dort nimmt er den Kampf gegen Franz von Helfenstein auf. Dieser fungiert im Verborgenen als ominöser „Hauptmann“, der arme Menschen systematisch ruiniert und dann in seine Dienste zwingt. Als dessen Widersacher stilisiert sich Gustav Brandt zum ebenso geheimnisvollen „Fürst des Elends“, der die Opfer dieser Machenschaften rettet und ihre soziale Not lindert. Außerdem findet er Alma von Helfensteins Bruder Robert, der angeblich bei einem Brand umgekommen ist. Am Ende besiegt er seinen Erzfeind Franz von Helfenstein, heiratet Alma und wird vom König zum Baron Brandt von Brandtenstein geschlagen.
Ein Teil der Geschichte spielt bei den Webern des Erzgebirges. Bei der Beschreibung des Elends griff Karl May hier auf die Erlebnisse und Erfahrungen seiner Kindheit zurück, z. B. den Hungertod seiner Großmutter oder die verheerende Blatternepidemie in seiner Familie. Die Zustände, die er beschreibt, gleichen in vielem durchaus denen in Gerhart Hauptmanns einige Jahre später geschriebenem Werk Die Weber. May wirbt sogar um Verständnis für das aus der Not geborene Schmuggeln. Schuld an der Misere sind bei ihm aber immer nur einzelne Bösewichte.
Nachdem der „Fürst des Elends“ der Fabrikantenfamilie Seidelmann das Handwerk gelegt hat, ist die Welt wieder in Ordnung. Dieser Teil des Romans wurde unter dem Titel „Das Buschgespenst“ 1986 in der DDR als zweiteiliger Fernsehfilm ausgestrahlt, u. a. mit Kurt Böwe und Ulrich Mühe.

### Deutsche Herzen – Deutsche Helden
Deutsche Herzen – Deutsche Helden wurde auf dem Heftumschlag versehentlich Deutsche Herzen, deutsche Helden geschrieben und mit der Unterzeile beworben, dass es Vom Verfasser des „Waldröschen“ und „der Fürst des Elends“ stamme. Die 109 Lieferungen erschienen von Dezember 1885 bis Januar 1888 und umfassen insgesamt 2.610 Seiten.
Zusammen mit dem schrulligen Lord Eagle-nest und dem geheimnisvollen Helden Oskar Steinbach macht sich der junge Hermann von Adlerhorst daran, die verschiedenen Mitglieder seiner Familie zu suchen, die durch eine Tragödie zwanzig Jahre zuvor in alle Welt verstreut wurden. Ihre Spuren finden sich im Orient, im Wilden Westen und in Sibirien.
Die in der Ausgabe Karl May’s Gesammelte Werke erschienenen Bücher Der Derwisch, Im Tal des Todes und Zobeljäger und Kosak basieren auf diesem Fortsetzungsroman, wobei durch die Bearbeiter des Karl-May-Verlags Passagen gekürzt, entfernt, umgeschrieben oder ergänzt wurden. Außerdem wurden in der Bearbeitung etliche Figuren des Originalwerks in solche der späteren Reiseerzählungen Mays umbenannt.

### Der Weg zum Glück
Auf dem Titelblatt von Der Weg zum Glück bewarb der Verlag den Autor bereits als Verfasser des „Waldröschen“, „Verlorner Sohn“, „Deutsche Helden“ etc. May erzählte auf 2.616 Seiten in 108 Lieferungen von Juli 1886 bis August 1888 Höchst interessante Begebenheiten aus dem Leben und Wirken des Königs Ludwig II. von Baiern, wie der Untertitel der Buchausgabe versprach.
Die Helden dieses Romans sind ein schrulliges bayerisches Original, genannt Wurzelsepp, und der bayerische König Ludwig II. Beide greifen in das Schicksal von mehreren Personen ein und sorgen dafür, dass diese glücklich werden können. So wird die arme Sennerin Magdalena, das Patenkind des Wurzelsepp, die von dem Wilderer Krickelanton sitzengelassen wurde, eine gefeierte Opernsängerin und Gräfin von Senftenberg. Einen Großteil des Romans nimmt aber der Kampf gegen die Machenschaften der beiden Bösewichte „Peitschenmüller“ und „Silberbauer“ ein, die vor langer Zeit in der Walachei eine Fürstin ermordet und ihr Kind entführt haben.
Karl May bemüht sich in diesem Roman mit einem selbstgebastelten und äußerst fehlerhaften bairischen Dialekt um Lokalkolorit. Die Geschichte endet mit dem Tod des bayerischen Märchenkönigs. Der Wurzelsepp ist sich sicher, dass Ludwig II. ermordet wurde, und stirbt darauf selbst an gebrochenem Herzen.

## Bearbeitungen durch den Karl-May-Verlag
Die angeblich unsittlichen Veränderungen an seinen Manuskripten („hochwogende Busen“, „duftige Kleider, dessen durchsichtiger Schleierstoff die reizenden Formen mehr ahnen ließ als verhüllte“) haben Karl May, der gegen Ende seines Lebens für sich in Anspruch nahm, durch die Lektüre seiner Werke „Edelmenschen“ zu formen, heftig erregt.
In der Kampfschrift Ein Schundverlag und seine Helfershelfer (Dresden 1905) behauptete er beispielsweise: „Ich führe den bekannten Prozess zu keinem anderen Zwecke, als um dieses fürchterliche Gift [die fünf Romane] zu vernichten, an dem die ethische Gesundheit unserer Volksseele zugrunde gehen muß.“ Nach dem heutigen Stand der Forschung waren die Änderungen jedoch nicht allzu groß. Der Autor Ralf Harder kommt in seiner Untersuchung Karl May und seine Münchmeyer-Romane sogar zu dem Schluss, dass wohl auch die meisten schlüpfrigen Stellen von May selber stammten und der notorisch schlampige Verlag Münchmeyer vor allem Satzfehler beigesteuert habe.
Trotzdem gab Mays Witwe und Nachlassverwalterin Klara dem Karl-May-Verlag 1930 die Erlaubnis, die Werke nach eigener Vorstellung umzuarbeiten. Dabei wurden nicht nur die anstößigen Stellen gestrichen, sondern auch zahlreiche Schwächen dieser sehr schnell und oft zeilenschinderisch geschriebenen Romane ausgebügelt. Weitschweifige Dialoge und unnötige Nebenhandlungen fehlen in den Überarbeitungen. Außerdem wurde die Dramaturgie entscheidend verbessert, da Karl May dazu neigte, seinen Lesern die wahren Sachverhalte hinter den verwickelten Geschichten gleich zu Anfang mitzuteilen.
Allerdings sind die Romane oft kaum wiederzuerkennen – auch weil viele Namen geändert wurden. So wurde etwa die Familie Königsau zur Familie Greifenklau oder Gustav Brandt zu Gerhard Burg. Außerdem sind nur das Waldröschen (Band 51–55 und 77) und Die Liebe des Ulanen (Band 56–59) in etwa in ihrem Originalumfang erschienen. Der verlorne Sohn wurde komplett aufgeteilt. Die Kerngeschichte von Gustav Brandt erschien in Der Fremde aus Indien (Band 65), die im Erzgebirge spielenden Teile in Das Buschgespenst (Band 64), andere Handlungsstränge in Der Verlorene Sohn (Band 74), Sklaven der Schande (Band 75) und Der Eremit (Band 76).
Die Kernhandlung von Deutsche Herzen – Deutsche Helden findet sich in Band 61–63, weitere Teile in Allah il Allah (Band 60) und Das Rätsel von Miramare (Band 78).
Der Roman Der Weg zum Glück ist geteilt in die Geschichte des Wurzelsepp (Band 68) und die der beiden Müller (Band 66 und 67). Weitere Teile gibt es in Der Habicht (Band 73), Das Rätsel von Miramare und Verschwörung in Wien (Band 90).
Problematischer jedoch ist, dass die Romane von Vorurteilen und Klischees nur so strotzen. Bei der Überarbeitung in den 1930er Jahren wurde dann der Zeitgeist des späten 19. Jahrhunderts gegen den der damaligen Zeit ausgetauscht. So ist zum Beispiel der auch schon bei May vorhandene Antisemitismus im Verlorenen Sohn in der Überarbeitung des Karl-May-Verlages  (Bände 64 und 65) noch stärker ausgeprägt.
Im Gegensatz zum Karl-May-Verlag haben andere Verlage, beispielsweise Weltbild, für ihre Ausgaben die Originaltexte verwendet.

## Bedeutung und Rezeption
„Wer es unternähme, sei’s soziologisch, sei’s psychologisch, dem deutschen Menschen der 80er Jahre und seiner Façon, selig zu werden und selig zu machen, eine Pathographie zu widmen, der fände hier ein Anamnese-Material, wie es so ausgeprägt nicht eben jede Epoche hinterläßt.“

„Mays Münchmeyer-Romane sind ein Spiegelbild der Wilhelminischen Ära und sagen dementsprechend vielerlei über diese Epoche aus, mehr als manches Geschichtsbuch gewöhnlich zu tun vermag; auch die veraltete Sprache gehört hierzu, – an der Sprache erkennt man schließlich den Menschen!“

Lange Zeit waren die innerhalb der Radebeuler bzw. Bamberger „Gesammelten Werke“ erschienenen Bearbeitungen die einzigen verfügbaren Textfassungen. Für die Karl-May-Forschung waren diese Ausgaben wegen des Grades der Bearbeitung jedoch wertlos. Eine ernsthafte wissenschaftliche Auseinandersetzung mit den Texten begann 1969, als unbearbeitete Reprints vor allem durch den Olms-Verlag veröffentlicht wurden. Mittlerweile liegen alle Mayschen Lieferungsromane auch als verlässliche Texte innerhalb der historisch-kritischen Ausgabe der Werke Karl Mays vor.